# Сховай бабусю в холодильнику
Сховай бабусю в холодильнику (Metti la nonna in freezer) — італійська комедія 2018 року режисерів Джанкарло Фонтани та Джузеппе Стазі за сценарієм Фабіо Боніфаччі та Ніколи Джуліано.
Під час презентації творча команда фільму зізналася, що запозичила сюжет з новинарської стрічки.

## Стислий зміст
Що гірше для онучки — смерть рідної бабусі чи наслідки цієї смерті? Для Клаудії, як би сильно вона не любила свою стареньку, відповідь очевидна — страшніші наслідки смерті.
Дівчина займається реставрацією старовинних полотен. Її компанія обросла боргами та лише бабусина пенсія гарантувала хоч якусь фінансову стабільність. Одразу ж по смерті, подружки порадили сховати тіло у морозилку, поки хоч трохи налагодиться ситуація з грошима. Бабця все одно вже нічого не бачить й не відчуває. До того ж, вона сама, напевно, схвалила б такий вчинок.
Але ці події точно не сподобаються прискіпливому і непідкупному поліцейському Сімоне. Складнощів ситуації додає й те, що Сімоне до безтями закохався. У Клаудію.

## Знімались
- Міріам Леоне — Клаудіа Марія Лусі
- Фабіо де Луїджі — поліцейський Сімоне Реччіа
- Ерос Пагні — Аугусто
- Барбара Буше — бабуся Біргіт
- Джованні Еспозіто — корумпований політик